# Boulevardtheater Dresden

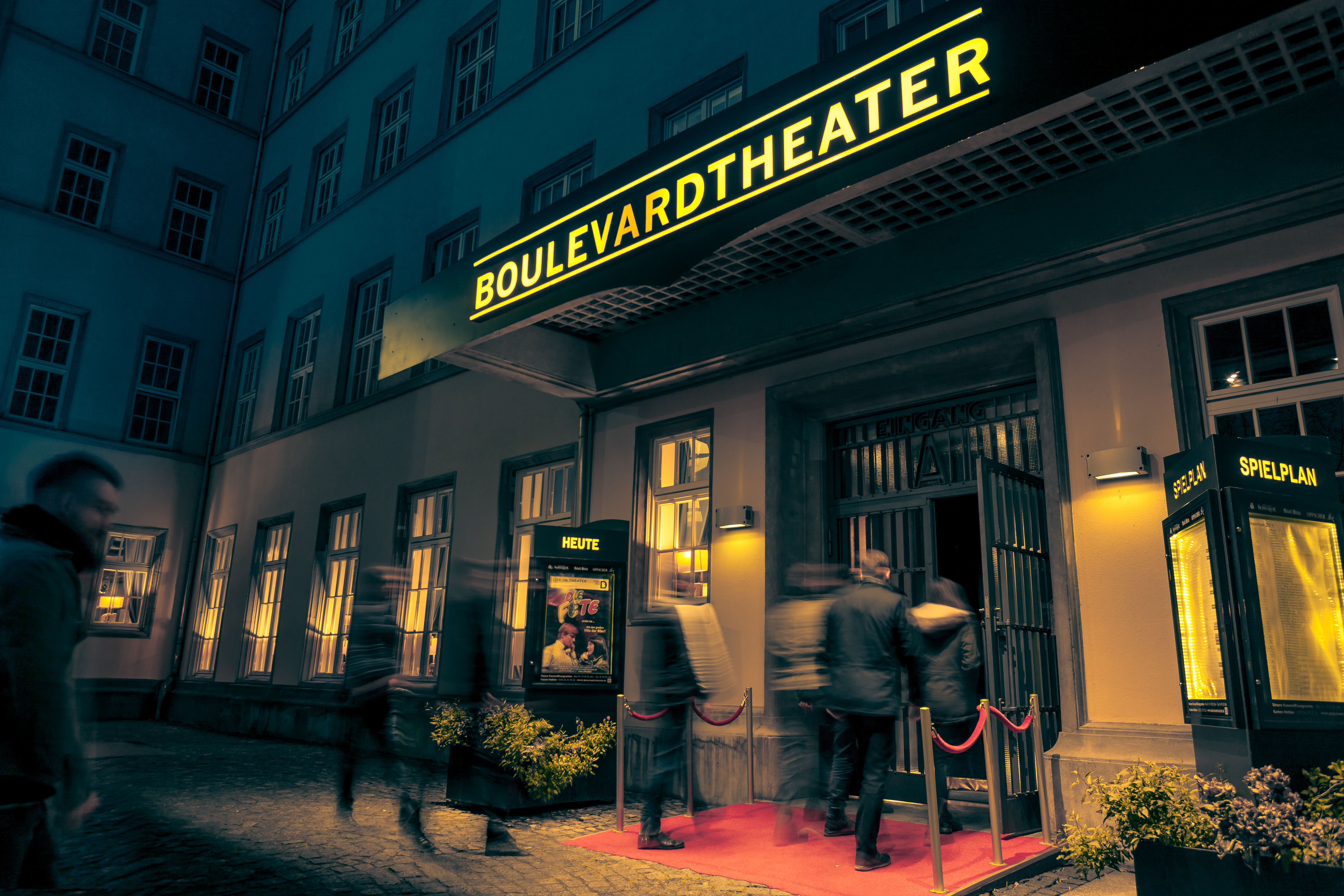
Eingang zum Boulevardtheater Dresden

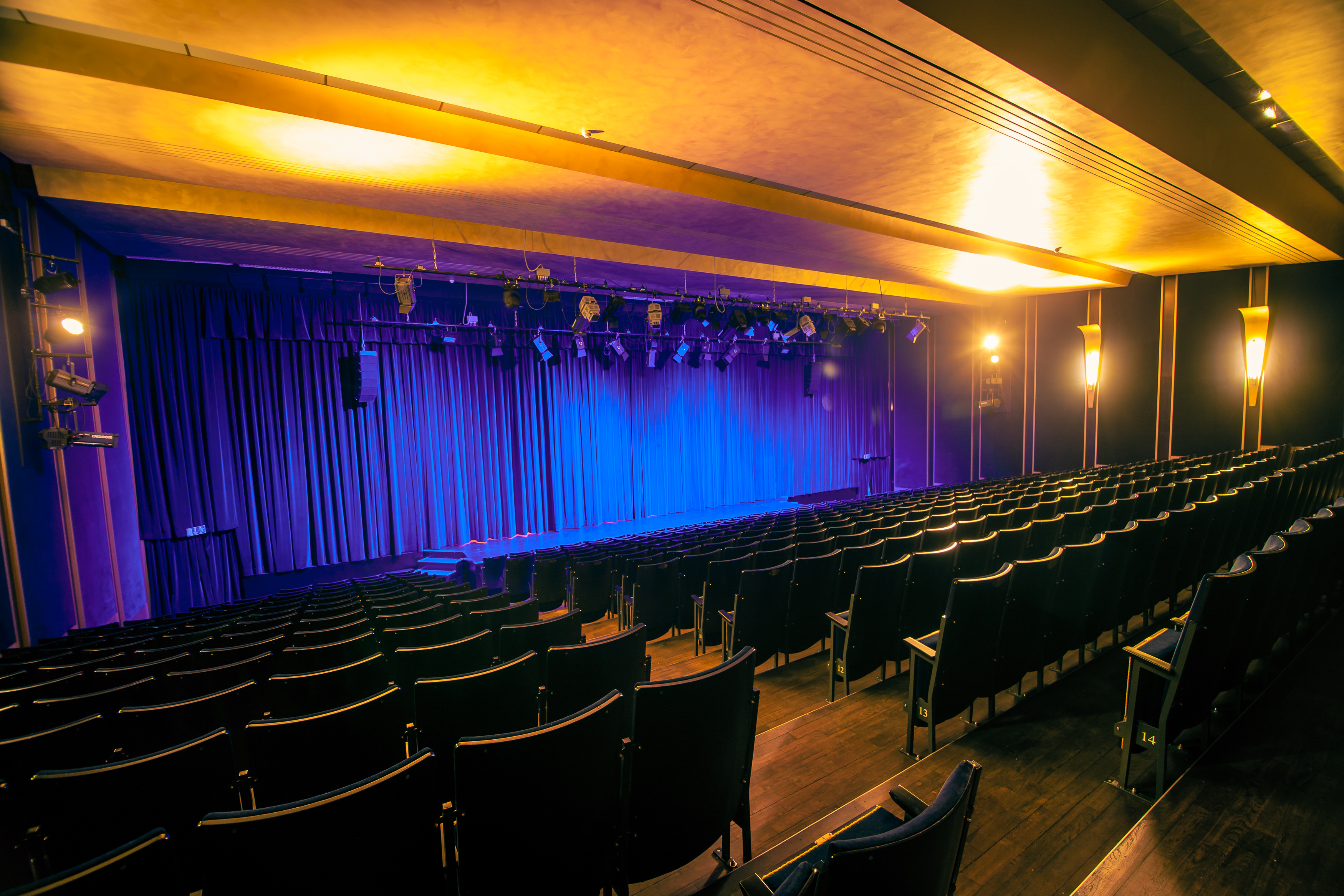
Großer Saal im Boulevardtheater Dresden

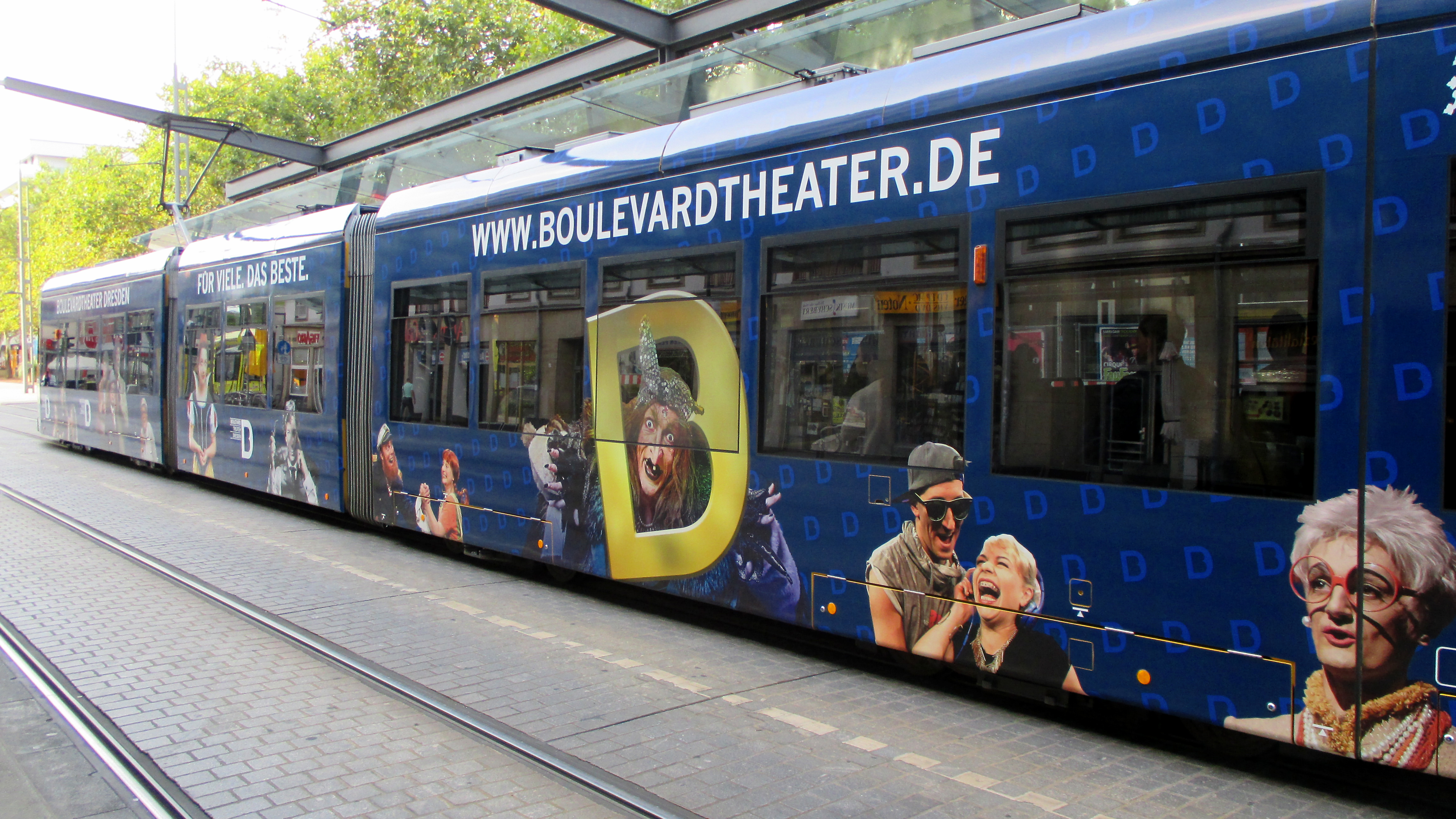
Straßenbahnwerbung für das Boulevardtheater in Dresden

Das Boulevardtheater Dresden ist ein 2014 gegründetes Privattheater in Dresden. Das von der TW.O GmbH betriebene Theater befindet sich in der Maternistraße 17 in der Wilsdruffer Vorstadt und grenzt an das World Trade Center Dresden. Von 2002 bis 2014 spielte in dem Teil des Gebäudes, das ehemals der Hörsaal der Bezirksparteischule der SED war, das Theater „Wechselbad“.
Das Theater verfügt über einen Großen Saal mit 500 Plätzen.
Der Spielplan besteht aus Eigenproduktionen aller Genres des Unterhaltungstheaters, vom Boulevardtheater über Kabarett und Travestie bis hin zu frivolen Komödien, Theatershows und Musicals. Auch Gastspiele namhafter Künstler wie Mario Adorf, Klaus Doldinger, Curtis Stigers, Al di Meola oder das Satirefestival Humorzone Dresden (Eigenschreibweise: HumorZone) von und mit Olaf Schubert, sowie Kongresse und Tagungen, finden in den Räumen des Theaters statt.

## Geschichte

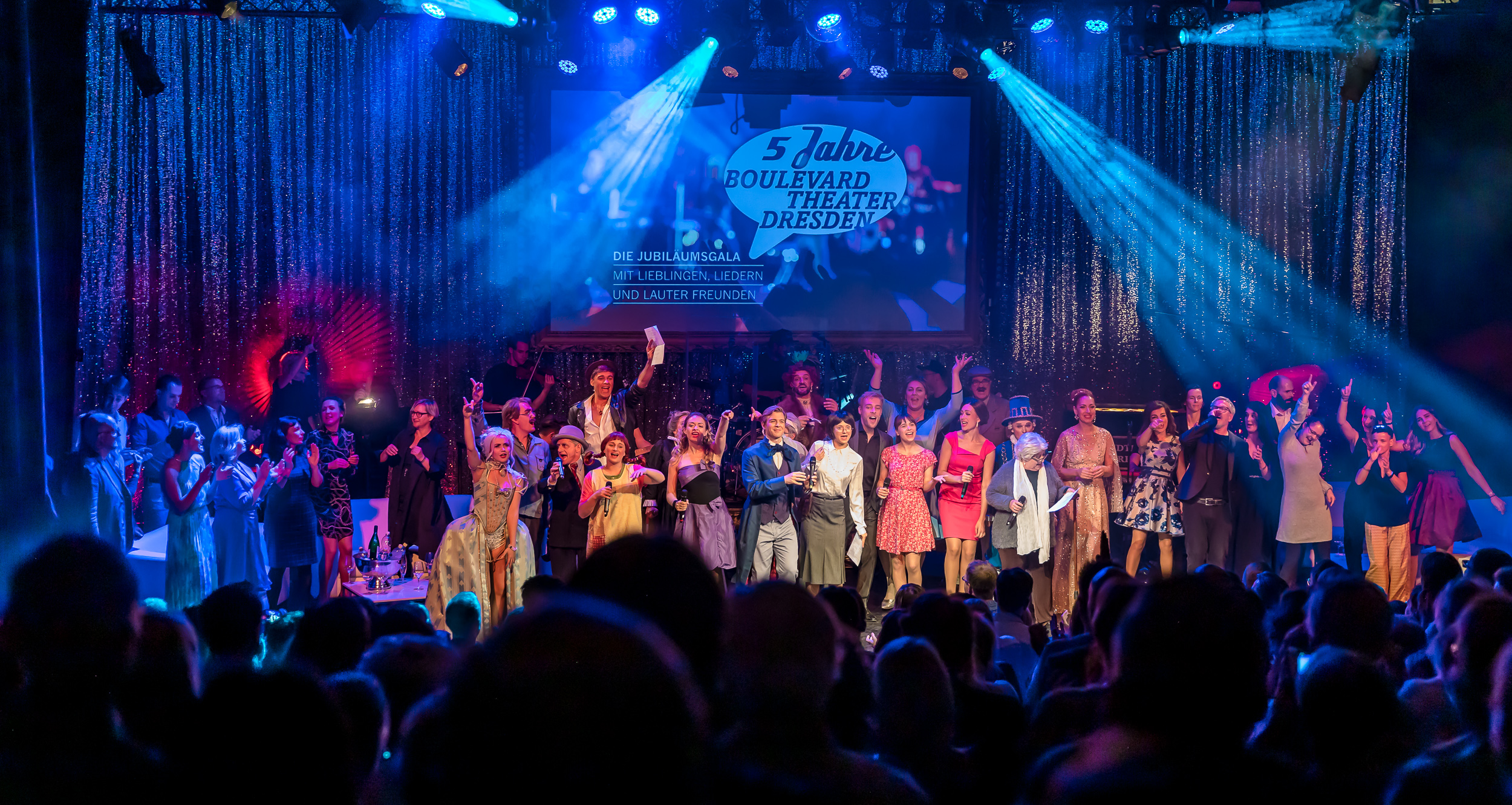
Die Jubiläumsgala – 5 Jahre Boulevardtheater Dresden (14. September 2019)

Das Boulevardtheater Dresden wurde am 14. September 2014 von den beiden Gründern und Geschäftsführern Olaf Becker und Marten Ernst eröffnet, die mit ihrer TW.O GmbH das Haus 2014 von den Betreibern des Theater „Wechselbad“ übernahmen. Überraschungsgast der Eröffnung war die Sängerin Katja Ebstein mit ihrem Evergreen „Theater, Theater“. Das Haus entwickelte sich in den Folgejahren zu einer der beliebtesten Bühnen der Stadt. Die Jubiläumsgala zum fünfjährigen Bestehen des Theaters am 14. September 2019 war die 2.528 Vorstellung.
Bis August 2022 gab es im Boulevardtheater neben dem großen Saal einen kleinen Saal mit 99 Plätzen, genannt Pampelmuse. Dieser wurde umgestaltet zu Büroflächen für die Theaterverwaltung und einer Probebühne.

## Produktionen des Theaters
Das Boulevardtheater Dresden setzt in seinem Repertoire vor allem auf Eigenproduktionen, darunter mehrere der TW.O GmbH aus der Zeit vor der Theatergründung, wie „Die Hexe Baba Jaga 1 - 4“, „Das singende, klingende Bäumchen“, „Spuk unterm Riesenrad“ oder „Die Weihnachtsgans Auguste“. Die ersten fünf Eigenproduktionen im Boulevardtheater Dresden feierten ihre Uraufführungen bzw. Premiere bereits in der ersten Spielzeit 2014/15, die 20. im Jahr des fünfjährigen Bestehens des Theaters.
Die bisher erfolgreichste Eigenproduktion nach 10 Jahren ist „Azzurro“ mit 204 Vorstellungen (97.424 Besucher).

## Eigenproduktionen 2014

### „Die Hexe Baba Jaga – Geburt einer Legende“
Inszenierung/Besetzung der Uraufführung am 14. September 2014: Buch: Michael Kuhn, Georg Wintermann; Regie: Olaf Becker; Musik: Andreas Goldmann; Bühnen- und Kostümbild: Anna Beck; Maskenbild: Christine Palme; Hexe Baba Jaga: Rainer König; Babuschka, Milchengel, Gartenengel Erika: Ulrike Mai; Günter: Jürgen Mai; Erzengel Gabriel: Berit Möller; Erzengel Luzifer: Paul T. Grasshoff; Arthur, der Engel: Volker Zack; Rexy, der Schlagerdino: Guildo Horn (Stimme); Engelschor: Elisabeth Markstein, Andreas Goldmann, Berit Möller, Paul T. Grasshoff, Volker Zack

### „Harry und Sally“
Inszenierung/Besetzung der Premiere am 30. November 2014: Buch: Nora Ephron (Bühnenfassung: Marcy Kahan, Übersetzung: Isabel Welz); Regie: Christian Kühn; Bühnen- und Kostümbild: Alexander Martynow; Maskenbild: Christine Palme; Harry Burns: Peter Posniak; Sally Albright: Katharina Eirich; Marie: Lena Heimannsberg; Jack: René Geisler; Joe, Ira: Paul T. Grasshoff; Helen: Berit Möller

## Eigenproduktionen 2015

### „Herr Doktor, die Kanüle klemmt!“
Inszenierung/Besetzung der Uraufführung am 25. Januar 2015: Buch: Clemens Wolkmann; Regie: Jürgen Mai; Bühnenbild: Anna Beck; Kostümbild: Michael Wolf; Maskenbild: Christine Palme; Dr. med. Alexander Löchler, Dr. rer. vet. Axel Löchler: Manuel Krstanovic; Rosina Nudelmann: Katharina Eirich; Liliane Leutheuser-Schnarrenthal, Chanel: Ulrike Mai; Kitty Kitzler, Frau Berge, Fräulein Roswitha Streng: Katrin Jaehne; Mr. Miller: Herbert Graedtke

### „Familie Bernd Seifert“
Inszenierung/Besetzung der Uraufführung am 8. März 2015: Buch: Das Leben selbst; Regie: Olaf Becker; Choreografie: Marion und Bernd Seifert; Bühnenbild: Anna Beck; Kostümbild: Sybille Rauchfuß; Maske: Christine Palme; Bernd Seifert: Bernd Seifert; Marion Seifert: Kathleen Gaube; Linda Seifert: Lena Heimannsberg; Heiko Horn, Frau Scholz, Postbote: Philipp Richter; Sonja Lehmann, Stadtführerin, Bankangestellte, Barfrau: Henriette Fee Grützner; Marko Hübsch: Fabian Baecker

### „Die Fete endet nie …“
Inszenierung/Besetzung der Uraufführung am 26. April 2015: Buch: Michael Kuhn, Kenny Friedemann; Regie, Choreografie: Olaf Becker; Musikalische Leitung, Arrangements: Andreas Goldmann; Bühnen- und Kostümbild: Maria Cabreizo; Maskenbild: Christine Palme; Sophie: Katharina Eirich; Pierre: Andreas Köhler; Lydia, Sophie (jung): Stefanie Bock; Marc, Pierre (jung): Volkmar Leif Gilbert; Eric Brown, Raoul, Bernard: Philipp Richter; Penelope: Katrin Jaehne; Keyboards: Andreas Goldmann; Schlagzeug: Stephan Salewski

### „Die Olsenbande dreht durch“
Inszenierung/Besetzung der Premiere am 13. September 2015: Buch: Peter Dehler (Spielfassung: Clemens Wolkmann); Regie: Jürgen Mai; Bühnenbild: Maria Cabreizo; Kostümbild: Michael Wolf, Sybille Rauchfuß; Maskenbild: Christine Palme; Egon Olsen: Volker Zack; Benny: Philipp Richter; Kjeld: Michael Kuhn; Yvonne: Katrin Jaehne; Kommissar Jensen: Wolf-Dieter Lingk; Assistent Holm: Manuel Krstanovic; Bang Johansen: Konrad Domann; Dynamit-Harry, Victor: Andreas Reuther; Nachrichtensprecherin: Lydia Ernst; Sportreporter: Björn Sterzenbach

### „Schneewittchen und die 7 Zwerge“
Inszenierung/Besetzung der Uraufführung am 28. November 2015: Buch: Kenny Friedmann, frei nach den Gebrüder Grimm; Regie: Olaf Becker; Musik: Andreas Goldmann; Bühnenbild: Anna Beck; Kostümbild: Michael Wolf; Maskenbild: Christine Palme; Schneewittchen: Stefanie Bock; Böse Königin: Katharina Eirich; König Kurt, Jäger, Bambi: Michael Kuhn; Küchenjunge Peter: Volkmar Leif Gilbert; Zwerg Chef: Peter Brownbill; Zwerg Stinker: Frank Ramirez; Zwerg Bummel: Peter Gatzweiler; Zwerg Rummel: Edwin Alofs; Zwerg Musikus: Mick Morris Mehnert; Zwerg Freitag: Mirko Mike Schreiber; Zwerg Kurzer: Danielle de Bakker

## Eigenproduktionen 2016

### „Herr Pastor, Ihre Kutte rutscht!“
Inszenierung/Besetzung der Uraufführung am 14. Februar 2016: Buch: Clemens Wolkmann; Regie: Jürgen Mai; Bühnenbild: René Leuschner; Kostümbild: Michael Wolf, Sybille Rauchfuß; Maskenbild: Christine Palme; Pastor Gotthilf Klingelsack: Manuel Krstanovic; Liliane Leutheuser-Schnarrenthal: Ulrike Mai; Landarzt Dr. Josef Ayer-Stok, Erzbischof Benedikt Rotzinger: Michael Kuhn; Bürgermeisterin Theresa Kock van de Halde: Edith Schachinger; Maria-Colina Locke: Alice Erk; Gina-Lolly Lutschbonbon: Lisa Huk

### „Das Brückenmännchen feiert mit Pippi Langstrumpf“
Inszenierung/Besetzung der Premiere am 9. Juli 2016: Buch „Pippi Langstrumpf“: Astrid Lindgren (Übersetzung: Silke von Hacht); Regie: Olaf Becker; Komposition: Konrad Elfers, Heinz Kuhnert, Jan Johannson, Balduin Mayer; Bühnenbild: René Leuschner; Kostümbild: Michael Wolf, Sybille Rauchfuß Maskenbild: Christine Palme; Brückenmännchen, Donner-Karlsson, Matrose: Bürger Lars Dietrich; Johanna, Pippi Langstrumpf: Johanna-Friederike Krüger; Lena, Annika: Lena Heimannsberg; Fabian, Tommy: Volkmar Leif Gilbert; Inspizient Holger, Polizist Klang Larsson: Manuel Krstanovic; Kostümschneiderin Anke, Frau Pryselius: Katrin Jaehne; Hausmeister, Starker Adolf, Kapitän Langstrumpf: Michael Kuhn

### „Die Hexe Baba Jaga – Das große Finale“
Inszenierung/Besetzung der Uraufführung am 11. September 2016: Buch: Michael Kuhn, Georg Wintermann; Regie: Olaf Becker; Bühnenbild: René Leuschner; Kostümbild: Michael Wolf; Maskenbild: Christine Palme; Hexe Baba Jaga: Rainer König; Obaba aus Alabama: Laura-Sophia Becker; Sensenmann: Michael Kuhn; Nikita: Franz Lenski; Babuschka, Snegurotschka, Katjuscha Kuritsa: Ulrike Mai; Zar Wasserwirbel, Luzifer, Väterchen Frost: Jürgen Mai

## Eigenproduktionen 2017

### „Sherlock Holmes und die Schnecken von Eastwick“
Inszenierung/Besetzung der Uraufführung am 12. Februar 2017: Buch: Michael Kuhn; Regie: Olaf Becker; Bühnenbild: Marlis Knoblauch; Kostümbild: Michael Wolf; Maskenbild: Christine Palme; Sherlock Holmes: Boris Schwiebert; Dr. John Watson: René Geisler; Mrs. Hudson: Katrin Jaehne; Carla Garlic-Escargot, Countess of Eastwick: Dorothee Krüger; Amanda V. Creasebottom, Countess of Marlborough: Monika Hildebrand; Melody Blackbird: Sarah Gebert; Yasmina Deereye: Ilona Raytman; James Rootpeter, Charles Garlic-Escargot, der tote Earl of Eastwick: Stephan Schill

### „Die Tortenkiller“
Inszenierung/Besetzung der Uraufführung am 16. April 2017: Buch: Michael Kuhn; Regie: Olaf Becker; Bühnenbild: René Leuschner, Steven Deißler; Kostümbild: Michael Wolf; Maskenbild: Christine Palme; Cordula Mathilde Metzger: Katharina Eirich; Ottilie Neumann: Michael Kuhn; Christel-Marie Popovic: Manuel Krstanovic; Liliane Fiedler: Andreas Köhler; Felix Fleischer: Christopher Busse

### „Herr Lehrer, Fräulein Lustig schwänzt!“
Inszenierung/Besetzung der Uraufführung am 3. September 2017: Buch: Clemens Wolkmann; Regie: Jürgen Mai; Bühnenbild: René Leuschner; Kostümbild: Michael Wolf; Maskenbild: Christine Palme; Lisa Lustig: Alice Erk; Dr. Ernestine Schnickenfittich: Caroline Scholze; Nico Gailer: Andreas Köhler; Liliane Leutheuser-Schnarrenthal, Cornelia Quennet-Thielen: Ulrike Mai; Fritzi Schlecker: Franziska Langer; Kuno Graf von Kleber: David Gundlach; Landrat Ernst Lustig, Hauptbrandmeister Freddy Funke: Dennis Wilkesmann; Radiomoderatorin Alina Bach: Lydia Ernst; Radiomoderator Roger Rogen: Manuel Krstanovic; Kunibert Graf von Kleber, Herzog von Niesbach-Wurzelheim: Jürgen Mai

### „Gebrüder Grimm – Am Anfang aller Märchen“
Inszenierung/Besetzung der Uraufführung am 2. Dezember 2017: Buch: Kenny Friedmann; Regie: Olaf Becker; Musik: Andreas Goldmann; Bühnenbild: Marlis Knoblauch; Kostümbild: Michael Wolf; Maskenbild: Christine Palme; Jacob Grimm, Örksenknörks, Hase: Volkmar Leif Gilbert; Wilhelm Grimm, Örksenknörks: Jonathan Heck; Ruth Käppler, Örksenknörks, Kind: Stefanie Bock; Müller Käppler, Örksenknörks, König, Frosch: Andreas Köhler; Bürgermeisterin, Örksenknörks, Katze, Mama: Katharina Eirich; Papa, Örksenknörks Heinrich: Christian Ludwig

## Eigenproduktionen 2018

### „Azzurro – Wie zähme ich einen Italiener?“
Inszenierung/Besetzung der Uraufführung am 25. März 2018: Buch: Michael Kuhn; Regie: Olaf Becker; Bühnenbild: Marlis Knoblauch; Kostümbild: Michael Wolf; Maskenbild: Christine Palme; Adriano: Andreas Köhler; Ornella: Dorothee Krüger; Fabrizio: Joyello Sabatelli; Gloria: Katharina Eirich; Mama Felicita: Karina Schwarz; Dino de Angelo: Andreas Goldmann

### „Charleys Tante“
Inszenierung/Besetzung der Premiere am 23. September 2018: Buch: Brandon Thomas (Bearbeitung: Marcus Everding); Regie: Manuel Krstanovic; Bühnen- und Kostümbild: Michael Wolf; Maskenbild: Christine Palme; Brasset: Philipp Richter; Charley Wykeham: Christian Ludwig; Jack Chesney: Volkmar Leif Gilbert; Anny Spettigue: Josefine Heidt; Stephen Spettigue: Wolf-Dietrich Rammler; Katy Verdun: Stefanie Bock; Sir Francis Chesney: Michael Kuhn; Donna Lucia d’Alvadorez: Angela Jacobi

### „Maxe Baumann und Olga die Straffe“
Inszenierung/Besetzung der Premiere am 1. Dezember 2018: Buch: Hannes Hahnemann und Theresa Scholze; Regie: Jürgen Mai; Bühnen- und Kostümbild: Michael Wolf; Maskenbild: Christine Palme; Maxe Baumann: Jürgen Mai; Olga Knopf: Beate Laaß; Paula Federau: Alice Erk; Evi Besenbrenner: Ulrike Mai; Moritz Adam: David Gundlach; Paul Wittkugel: Manuel Krstanovic; Sieglinde Bauch: Mandy Partzsch; Dr. Bernhard Brenner: Andreas Köhler

## Eigenproduktionen 2019

### „Die Legende vom heißen Sommer“
Inszenierung/Besetzung der Uraufführung am 10. März 2019: Buch: Michael Kuhn, E.B. Marol; Regie: Olaf Becker; Bühnen- und Kostümbild: Michael Wolf; Maskenbild: Christine Palme; John: Andreas Köhler; Nina: Katharina Eirich; Richi: Janis Masino; Helga: Julia Henke; Steppl: Stephan Salewski; Ad: Adrian Kehlbacher; Hübi: Thomas Hübel; Ewu: Uwe von Schröder

### „Herr Landwirt, Ihre Gurke wächst!“
Inszenierung/Besetzung der Uraufführung am 7. Juli 2019: Buch: Bella Wolkmann; Regie: Jürgen Mai; Bühnen- und Kostümbild: Michael Wolf; Maskenbild: Christine Palme; Landwirt Oskar Hammel: Andreas Köhler; Liliane Leutheuser-Schnarrenthal: Ulrike Mai; Öztürk Keciherif, Werbefuzzi: Manuel Krstanovic; Adele Hammel, Cheyenne Hammel: Julia Alsheimer; Chloé Depardieu, Jirschina: Mandy Partzsch; Björn Beckenbauer-Auslauf, Mr. Aaglatt: Andreas Reuthe

### „Barock me, Gräfin Cosel“
Inszenierung/Besetzung der Uraufführung am 27. Oktober 2019: Buch: Holger Metzner; Regie: Olaf Becker; Musik: Andreas Goldmann; Kostüm- und Bühnenbild: Marlis Knoblauch; Maskenbild: Christine Palme; Luise, Gräfin Cosel: Stefanie Bock; Anton, August der Starke: Oliver Morschel; Francesco: Claudio Maniscalco; Maria: Karina Schwarz; Freiherr von Bockelwitz: Manuel Krstanovic; Frieder: Alexander Wilbert; Isabella: Laura Mann

## Sandtheater Dresden
Seit dem Sommer 2018 gastiert im Boulevardtheater Dresden regelmäßig das Sandtheater Dresden, ein künstlerisches Joint Venture mit den Sandartisten um Impresario Dimitrij Sacharow. Das Sandtheater Dresden arbeitet mit den Mitteln der Sandmalerei. Von den Sandart-Shows feierten folgende Produktionen ihre Premieren im Sandtheater Dresden:
- „Elbsand – Die Sommershow“ (Uraufführung: 23. Juli 2019), Regie: Dimitrij Sacharow, Sandartistin: Lina Li
- „Sandtheater Dresden: Merry Christmas, Mr. Santa“ (Uraufführung: 3. Dezember 2018), Regie: Dimitrij Sacharow, Sandartistin: Lina Li
- „Sandtheater Dresden: Bilder einer Stadt“ (Uraufführung: 11. August 2019), Regie: Dimitrij Sacharow, Sandartistin: Ala Denisova
- „Sandtheater Dresden: Der Nussknacker“ (Uraufführung: 3. Dezember 2019), Regie: Dimitrij Sacharow, Sandartistin: Ala Denisova

## Trivia
Am 20. Juni 2017 wurde Wettermoderator Jörg Kachelmann im Boulevardtheater Dresden mit der Frida-Hockauf-Medaille geehrt. Mit dieser Auszeichnung würdigte das Theater die Verdienste Kachelmanns um eine kreative Auseinandersetzung mit dem kulturellen und politischen Erbe im Osten Deutschlands. Kachelmann nahm die Medaille während seiner Talkshow-Produktion „kachel&mann“ im Boulevardtheater Dresden entgegen. In Abwandlung der Frida Hockauf zugeschriebenen Losung „So wie wir heute arbeiten, werden wir morgen leben“ trägt die eigens für Jörg Kachelmann entworfene und angefertigte Ehrenmedaille die auf ihn gemünzten Worte „So wie wir heute auftreten, werden wir morgen geachtet“.